# Une famille heureuse
Pour plus de détails, voir Fiche technique et Distribution.
Une famille heureuse (titre original : Chemi bednieri ojakhi, en géorgien : ჩემი ბედნიერი ოჯახი) est un film géorgien réalisé par Nana Ekvtimishvili et Simon Gross et sorti en 2017. 

## Synopsis
Manana, une femme géorgienne enseignante dans un lycée de Tbilissi, vit dans le cadre familial traditionnel patriarcal géorgien où huit personnes et trois générations cohabitent dans un appartement urbain, conformément à la tradition : les grands parents traditionalistes et la grand-mère de mauvaise humeur qui ne cesse de faire des reproches à tous, le mari apathique, sa fille qui s'affale dans le canapé du salon, enlacée dans des postures langoureuses avec son amoureux, ainsi que son fils. Alors qu'elle est une femme plutôt émancipée qui a fait des études, elle s'oppose un jour à son mari, à ses parents, à son frère et à ses meilleurs amis qui lui ont préparé une grande fête d'anniversaire bruyante et ostentatoire le soir de ses 52 ans. Déprimée et saturée par la promiscuité, elle subit la fête sans s'adresser aux invités et ignore les chants traditionnels qui sont donnés en son honneur. Fuyant les explications et enfermée dans un mutisme, elle décide de faire sa valise et de quitter son domicile, pour louer un appartement où elle pourra jouir du calme et reprendre sa liberté. Elle suscite ainsi l'incompréhension de la famille, principalement celle de son frère, qui lui fait honte et lui reproche d'attirer sur elle l'opprobre du voisinage.

## Fiche technique
- Titre original : Chemi Bednieri Ojakhi
- Titre en France : Une famille heureuse
- Réalisation : Nana Ekvtimishvili et Simon Gross
- Scénario : Nana Ekvtimishvili
- Décors : Kate Japaridze
- Costumes : Medea Bakradze
- Photographie : Tudor Vladimir Panduru
- Son : Andreas Hildebrandt, Paata Godziashvili
- Montage : Stefan Stabentow
- Production : Jonas Katzenstein, Maxim Ilian Leo, Simon Gross
- Compagnies de production : Arizona Films, Augenschein Filmproduktion, Polare Film
- Distribution en France : Memento Films
- Pays d'origine :  Géorgie
- Genre : Film dramatique
- Durée : 119 minutes
- Date de sortie : 
  - France : 10 mai 2017

## Distribution
- Ia Shugliashvili : Manana, la mère de famille
- Merab Ninidze : Soso, son mari
- Berta Khapava : Lamara, la grand-mère
- Tsisia Qumsishvili : Nino, la fille de Manana
- Giorgi Khurtsilava : Vakha, le copain de Nino
- Giorgi Tabidze : Lasha
- Dimitri Oragvelidze : Reza
- Goven Cheishvili : Otar

## Autour du film

### Musique
L'actrice Ia Shugliashvili interprète deux chansons géorgiennes pendant le film en s'accompagnant à la guitare.
Un jeune homme joue d'un instrument à cordes de la musique traditionnelle géorgienne, le panduri, de manière très rythmée et virtuose, tandis qu'il accompagne un chœur d'hommes qui interprète un chant polyphonique traditionnel.